# Korpen (dikt)
För andra betydelser, se Korp (olika betydelser).

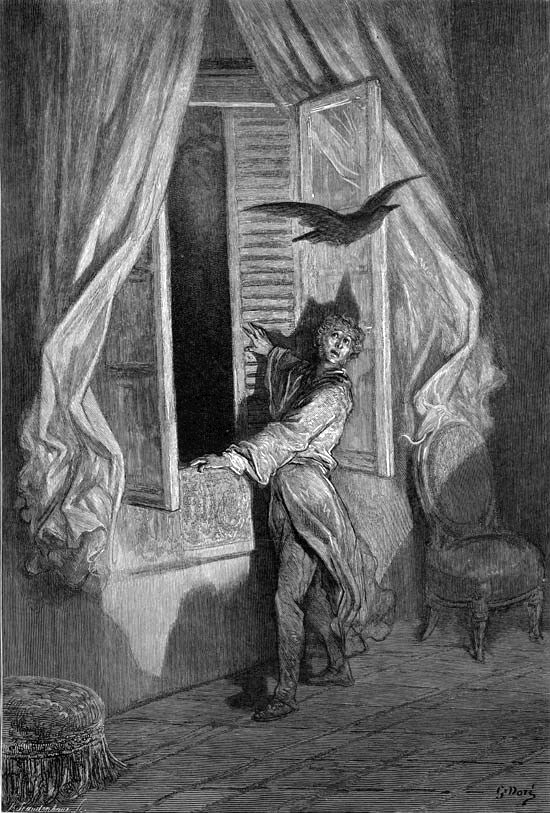
Illustration till "Korpen" av Gustave Doré.

"Korpen" (engelska: The Raven) är en berättande dikt av den amerikanska författaren och poeten Edgar Allan Poe. Den publicerades först i veckotidningen The Evening Mirror den 29 januari 1845. Korpen utmärks av sin musikalitet, sitt stiliserade språk och sin övernaturliga atmosfär. Den berättar om ett mystiskt besök av en talande korp hos en sorgtyngd älskande, och följer den älskandes långsamma fall ned i vansinne. När den publicerades gjorde den Poe populär, och den räknas än idag som en av världens mest kända dikter.
En känd översättning till svenska gjordes av Viktor Rydberg.

## Översikt

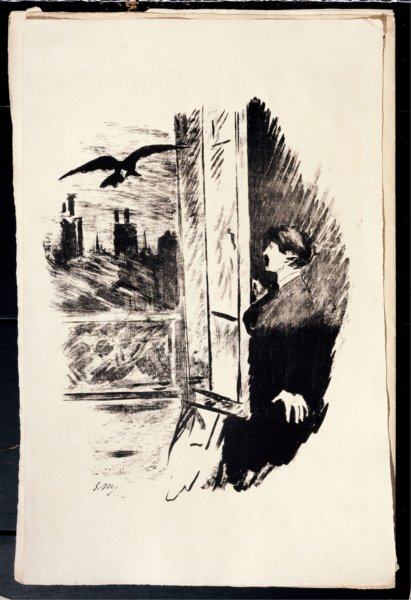
Etsning av "Korpen" av Édouard Manet, som först publicerades 1875 med en fransk översättning av dikten utförd av Stéphane Mallarmé.

Dikten följer en ej namngiven berättare som sitter och läser "gammal lärdom" som ett sätt att glömma förlusten av sin älskade Lenore (namnet användes tidigare i Poes dikt med samma namn, Lenore). En knackning på hans kammardörr avslöjar ingenting men får hans själ att "brinna." En liknande knackning, något ljudligare, hörs vid hans fönster. När han går för att undersöka detta kliver en korp in i hans kammare. Korpen ägnar honom ingen uppmärksamhet och sätter sig på en byst av Pallas Athena.
Mannen roas av korpens komiskt allvarliga uppsyn och ber fågeln att säga sitt namn. Korpens enda svar är "förbi" ("Nevermore"). Berättaren blir faktiskt förvånad över att korpen kan tala, men den säger inget mer. Plötsligt blir mannen bestört och anmärker att hans "vän" korpen snart kommer att flyga ut ur hans liv, som andra vänner har flugit förut och som hans tidigare förhoppningar. Som till svar säger korpen åter "förbi". Berättaren är övertygad om att det ordet är allt som fågeln kan säga, möjligen inlärt från en tidigare ägare som var otursförföljd.
Berättaren drar ändå fram sin stol direkt framför korpen, beslutsam att lära sig mer om den. Han tänker djupt på detta utan att säga något, men hans tankar vandrar tillbaka till hans förlorade Lenore. Han tror att luften blir tätare och känner änglars närvaro. Berättaren förvirras av att associera fågeln med änglar, blir arg och kallar korpen "ond" och "profet." När han skriker mot korpen svarar den bara "förbi." Slutligen frågar han korpen om Lenore är i himlen. När korpen svarar med sitt typiska "förbi" skriker han och befaller korpen att återvända till sitt avgrundsrike. Korpen rör sig dock aldrig och, synbarligen vid tiden för berättarens recitation av dikten, sitter kvar på bysten av Pallas och kastar sin skugga över hans själ.

## Analys

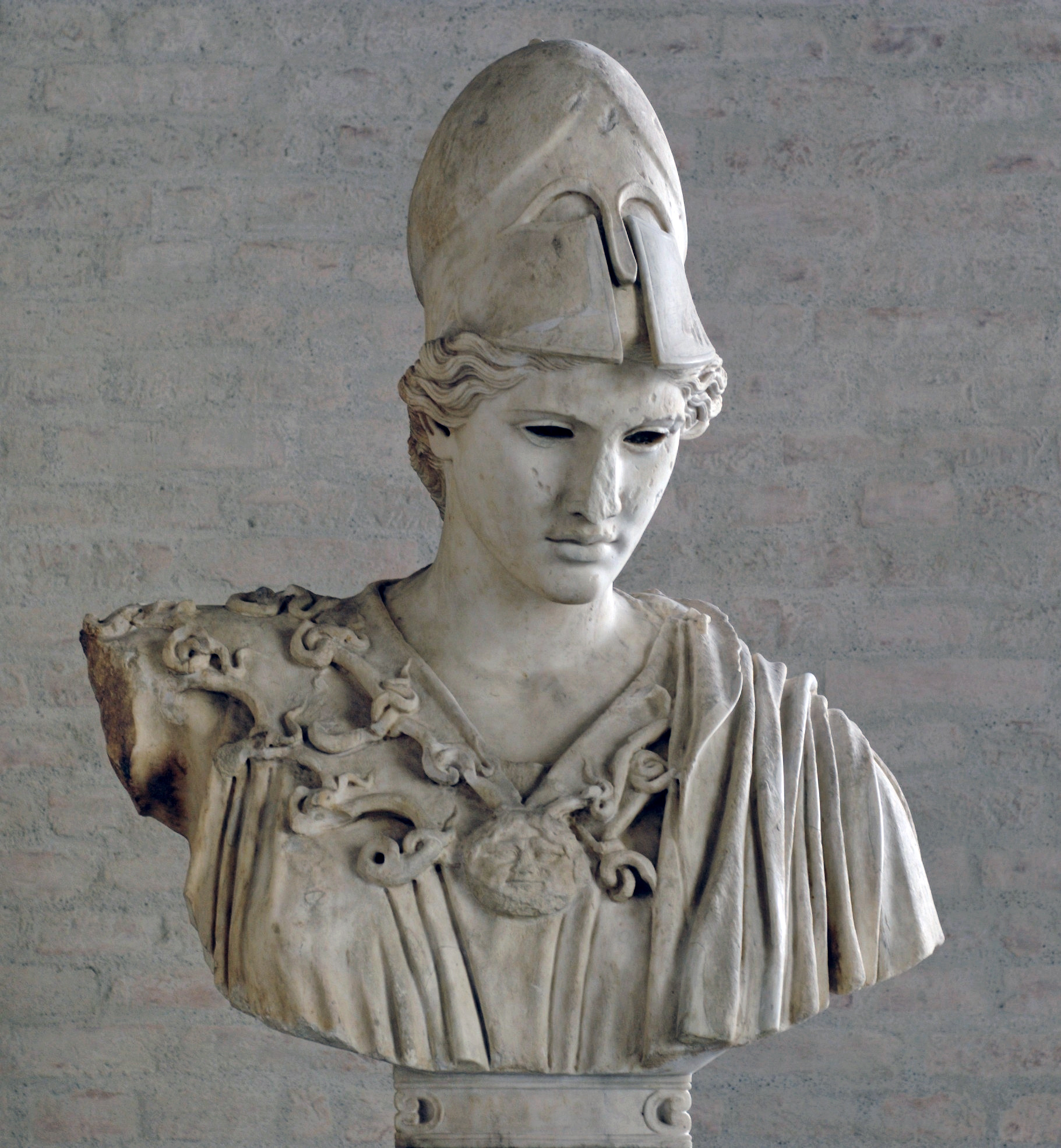
Korpen sätter sig på en byst av Pallas, en visdomssymbol som avser att antyda att berättaren är en lärd person.

### Anspelningar
Berättaren tror att korpen kommer "från nattens plutonska strand" ("Stygens stränder" i Rydbergs översättning), som en budbärare från livet efter detta, eftersom Pluto är underjordens gud i romersk mytologi (motsvarande Hades i grekisk mytologi).
Bysten av Pallas Athena som korpen sitter på spelar en stor roll i dikten. Poe säger i "The Philosophy of Composition" att den bleka bysten var avsedd att utgöra en visuell kontrast mot den mörka fågeln.
Han nämner också Gileads balsam och Edens trädgård.

### Poetisk struktur
Dikten är uppbyggd av 18 strofer. I allmänhet är versmåttet en trokéisk oktameter: raderna är uppbyggda på en serie parade versfötter som alternerar betonade och obetonade, med åtta versfötter i varje rad. Rimschemat är ABCBBB och använder i stor utsträckning inrim och allitteration.

## Publikationshistorik

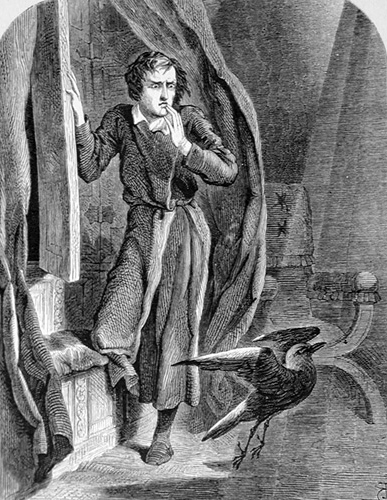
Illustration av John Tenniel.

Poe tog först "Korpen" till sin vän och tidigare arbetsgivare George Rex Graham på Graham's Magazine i Philadelphia. Detta behöver inte ha varit den slutgiltiga versionen av dikten och Graham avböjde den, men han gav Poe $15 som en allmosa. Poe försökte sedan få in dikten i The American Review. Fastän den först såldes till The American Review, som tryckte den i februari 1845, blev "Korpen" först publicerad i Evening Mirror den 29 januari 1845 som ett "förhandsexemplar." Efter denna publicering förekom dikten i många olika tidskrifter runt om i landet, däribland New York Tribune (4 februari 1845), Broadway Journal (vol. 1, 8 februari 1845), Southern Literary Messenger, (vol 11, mars 1845), London Critic (14 juni 1845), Literary Emporium (vol 2, december 1845), Saturday Courier, 16 (25 juli 1846) och Richmond Examiner (25 september 1849).
"Korpen" har också förekommit i många antologier, med början i Poets and Poetry of America redigerad av Rufus Wilmot Griswold 1847.
I senare verk illustrerades "Korpen" av framstående konstnärer. 1858 ingick "Korpen" i en brittisk Poe-antologi med illustrationer av John Tenniel, som hade illustrerat Alice i Underlandet (The Poetical Works of Edgar Allan Poe: With Original Memoir, London: Sampson Low). "Korpen" gavs ut fristående med överdådiga träsnitt av Gustave Doré 1884 (New York: Harper & Brothers). 1875 publicerades en fransk utgåva med engelsk och fransk text med litografier av impressionisten Édouard Manet och översättning av symbolisten Stéphane Mallarmé.
Många 1900-talskonstnärer och senare illustratörer har skapat konstverk baserade på "Korpen", däribland Edmund Dulac, István Orosz, Ryan Price, Odilon Redon och Gahan Wilson.

## Komposition
Poe drog fördel av framgången med "Korpen" genom att följa upp den med sin essä "The Philosophy of Composition," där han redogjorde för skapandet av dikten. Hans beskrivning av hur dikten skrevs är troligen överdriven, men essän fungerar som en viktig översikt över Poes litteraturteori.
Poe förklarar att dikten skapades genom att han logiskt övervägde varje aspekt av den. Till exempel kommer korpen in i kammaren som ett sätt att undvika en storm (den "dystra midnatten" i "kalla december"). Ingen aspekt av dikten var en tillfällighet, hävdar han, utan grundar sig på författarens totala kontroll. Även ordet "Nevermore" används, säger han, på grund av den effekt som skapas av de långa vokalljuden. Poe hade lekt med det långa "o"-ljudet i många andra dikter tidigare.
Själva ämnet valdes, enligt Poe, därför att han kom till slutsatsen att "en vacker kvinnas död utan tvivel är det mest poetiska ämnet i världen." Att det berättas från en sörjande älskandes läppar är bäst anpassat för att uppnå den önskade effekten. Poe ansåg att "Korpen" var ett experiment för att "på samma gång passa den folkliga smaken och kritikernas smak", och vara tillgänglig för både den stora massan och höglitterära världar.
Det har föreslagits att Poe arbetade med "Korpen" i tio år, men det har också föreslagits att dikten skrevs under en enda dag. Poe tycks ha skrivit en tidig version i Saratoga, New York 1843. Ett tidigt utkast kan ha haft en uggla i huvudrollen.

### Inspiration
Poes korp tros ha varit inspirerad av korpen Grip i Barnaby Rudge av Charles Dickens. Dickens fågel hade många ord och komiska nummer, men Poe betonade fågelns mer dramatiska egenskaper. Poe hade skrivit en recension av Barnaby Rudge för Graham's Magazine där han bland annat sade att korpen borde ha haft en mer symbolisk profetisk roll. I slutet av femte kapitlet gör Grip ett ljud och någon säger "Vad var det - knackade han på dörren?" Svaret är "Det är någon som knackar mjukt på fönsterluckan."
Poe baserade strukturen i "Korpen" på den komplicerade rimningen och rytmen i Elizabeth Barretts dikt "Lady Geraldine's Courtship." Poe hade recenserat Barretts verk i januarinumret 1845 av Broadway Journal.

## Mottagande och inflytande
Att dikten Korpen trycktes på två ställen bidrog till att göra Edgar Allan Poe känd nästan omedelbart. Dikten blev omtryckt, imiterad och parodierad. Parodier dök upp särskilt i Boston, New York och Philadelphia med namn som "The Craven" av "Poh!," "The Gazelle," "The Whippoorwill" och "The Turkey." En annan tidig parodi skrevs av Robert Barnabas Brough 1853 med titeln "The Vulture; An Ornithological Study", och publicerades i Graham's Magazine.
Dikten gjorde omedelbart stort intryck. New World sade "Alla läser dikten och prisar den... med rätta, tycker vi, för den tycks för oss full av originalitet och kraft." The Pennsylvania Inquirer omtryckte den med rubriken "A BEAUTIFUL POEM." Poe blev populär och bjöds in att läsa upp "Korpen" och hålla föredrag - både offentligt och i privata sällskap. Vid en litterär salong anmärkte en gäst att "att höra Poe läsa Korpen... är en händelse i ens liv." 
"Korpen" hyllades också av författarna William Gilmore Simms och Margaret Fuller, men kritiserades av William Butler Yeats, som kallade den "oärlig och vulgär... dess framförande är ett rytmiskt trick." Transcendentalisten Ralph Waldo Emerson sade "jag ser ingenting i den." "Korpen" influerade även senare verk, däribland Vladimir Nabokovs Lolita 1955, Bernard Malamuds "The Jewbird" 1963 och Ray Bradburys "The Parrot Who Knew Papa" 1976. Dikten förekommer ofta i populärkulturen i film, TV, musik med mera. Bland de filmer som bygger löst på dikten märks Roger Cormans Korpen och Tim Burtons kortfilm Vincent. Edgar Allan Poes dikt ”The Raven” gjordes även till en låt 1975 av det brittiska bandet The Alan Parsons Project. De skapade även ett helt album som helt var baserat på Poes verk.